# Нангпаи-Госум
Нангпаи-Госум (Чо-Айю, Пасанг-Ламу-Пик) (7350 м.) — вершина хребта Махалангур-Химал в центральной части Гималаев, высокий пик в 5 км к западу-юго-западу от Чо-Ойю (8201 м). Расположена на границе Непала и Тибета. 77-й по высоте пик мира. Западный гребень Нангпаи-Госум заканчивается на перевале Нангпа-Ла (5716 м), на протяжении длительного времени являвшегося частью маршрута, по которому тибетцы переходили в Непал. На северной стене горы можно разглядеть изображение гигантского белого паука размером около 600 метров. Название Пасанг-Ламу-Пик дано в честь непальца, погибшего в 1993 при спуске с Эвереста.

Вершины массива Нангпаи-Госум:
- Нангпаи-Госум I — северная — 7351 м
- Нангпаи-Госум II — восточная — 7296 м
- Нангпаи-Госум III — южная — 7240 м